# Nikolett Szabó (judoka)
Nikolett Szabó –nombre de casada, Sándorné Nagy–(11 de mayo de 1979) es una deportista húngara que compitió en judo adaptado. Ganó dos medallas en los Juegos Paralímpicos de Verano, bronce en Atenas 2004 y bronce en Londres 2012.

## Palmarés internacional
| Juegos Paralímpicos | Juegos Paralímpicos   | Juegos Paralímpicos | Juegos Paralímpicos |
| Año                 | Lugar                 | Medalla             | Categoría           |
| ------------------- | --------------------- | ------------------- | ------------------- |
| 2004                | Atenas (Grecia)       | Medalla de bronce   | –70 kg              |
| 2012                | Londres (Reino Unido) | Medalla de bronce   | –70 kg              |